# ویسکی لاگاولین
لاگاولین یک کارخانه تقطیر ویسکی مالت در روستای لاگاولین در جنوب جزیره آیله (ایسلی) اسکاتلند است. محصول این کارخانه ویسکی اسکاچ تک مالت ایسلی است.
لاگاولین متعلق به دیاجیو، یک شرکت چند ملیتی الکل نوشیدنی است که دفتر مرکزی آن در لندن قرار دارد. قبلاً زیر مجموعه مالت‌های کلاسیک به بازار عرضه می‌شد که اکنون منحل شده است. بطری استاندارد این کارخانه یک بطری ۱۶ ساله با درصد الکل ۴۳٪ است. آنها یک نسخه دیستیلر (تقطیری) نیز تولید کرده و به‌طور منظم نسخه ۱۲ ساله کَسک استرنج با درصد الکل ۵۲٪-۶۵٪ را به بازار عرضه می‌کنند.
نام لاگاولین انگلیسی‌سازی شده از واژه Lag a' Mhuilinn است که در زبان گیلی اسکاتلندی به معنی حفره آسیاب است.

## تقطیر

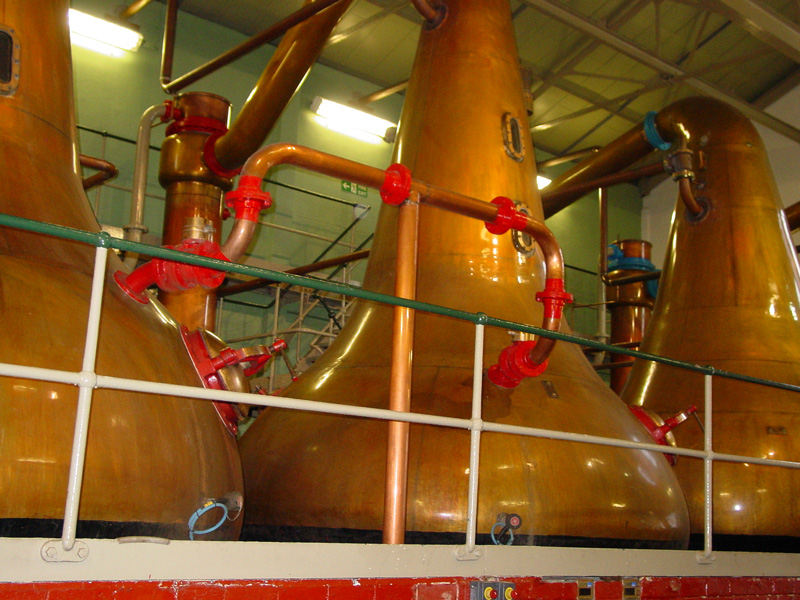
دیگ دیگ در کارخانه تقطیر لاگاولین

قدمت کارخانه تقطیر لاگاولین به‌طور رسمی به سال ۱۸۱۶ بازمی‌گردد، زمانی‌که جان جانستون و آرچیبالد کمبل بروکس دو کارخانه تقطیر را در این مکان ساختند. نام یکی از کارخانه‌ها لاگاولین شد و دیگری را تصاحب کرد.
این کارخانه تقطیر تا سال ۱۸۳۵ توسط جان جانستون اداره می‌شد. الکساندر گراهام آن را تصاحب کرد و پسرش والتر گراهام اداره آن را برعهده گرفت. والتر تا زمان نقل مکان به لافرویگ در سال ۱۸۴۸ آن را اداره کرد و احتمالاً برادرش جان کرافورد گراهام پس از وب مسئولیت آن را بر عهده گرفت. در سال ۱۸۵۶ جیمز لوگان مکیمسئولیت کارخانه را بر عهده گرفت. در سال ۱۸۷۸ پیتر مکی به شرکت عمویش پیوست و در اواسط دهه ۱۸۸۰، مکی اند کو را برای بازاریابی لاگاولین و سایر ویسکی‌ها در لندن و مناطق دورتر تأسیس کردند. پس از آن درگیری‌های حقوقی متعددی با همسایه‌شان لافرویگ درگرفت که در پی آن پیتر مکی، کارخانه تقطیر لافرویگ را اجاره کرد. در سال ۱۸۹۵ این دو تجارت با نام Mackie & Co (تقطیر کننده‌ها) ادغام شدند و شروع به ارائه برند اسب سفید با استفاده از ویسکی لاگاولین کردند. در سال ۱۸۹۵، مکی به یک شرکت محدود تبدیل شد. پیتر تا سال ۱۹۰۲ مسئول این شرکت بود و در آن زمان با اندرو هولم همکاری داشت.
برند اسب سفید به‌دلیل کیفیتش به شهرت رسید و جوایز زیادی کسب کرد. در سال ۱۹۰۸ شرکت مک و کو توسط حکم سلطنتی به‌عنوان تأمین کننده ویسکی اسب سفید برای پادشاه ادوارد هفتم منتصب شد.
در اوایل دهه ۱۹۲۰ کارخانه تقطیر توسط آیین رمزی به پیتر مکی فروخته شد. در سال ۱۹۲۳ توسط شرکت بیوکنین دیور خریداری شد و با نام تجاری وایت هورس ادامه داد. این شرکت در سال ۱۹۲۵ به شرکت دیستیلرز پیوست و در سال ۱۹۸۶ توسط شرکت تولید نوشیدنی گینس خریداری شد و گینس با گرند متروپولیتن ادغام شد و دیاجیو را در سال ۱۹۹۷ تشکیل داد.

## تمجیدها

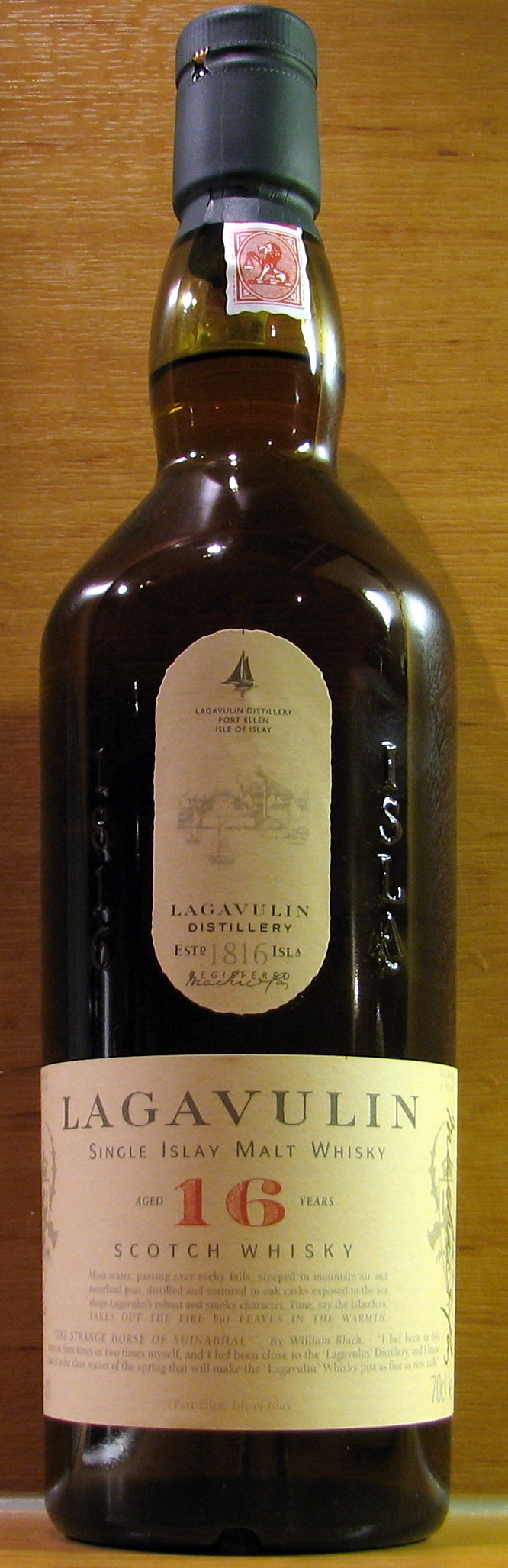
معیار Lagavulin 16 ساله

مسابقات بین‌المللی درجه‌بندی ارواح به‌طور کلی به بطری ۱۶ ساله لاگاولین امتیازهای بسیار بالایی داده است. به عنوان مثال، مسابقات جهانی ارواح سانفرانسیسکو، به مدت ۱۶ سال، چهار مدال طلای دوبل متوالی را بین سال‌های ۲۰۰۵ تا ۲۰۰۸ به لاگاولین داد.

## مدیران
- مرداک مک‌ایوان ۱۹۲۵–۱۹۴۵
- جک ویلسون حدود ۱۹۷۴
- نیل گیلیس ۱۹۷۵–۱۹۸۰
- ایان مارلند ۱۹۸۰–۱۹۸۳
- الیستر رابرتسون ۱۹۸۴–۱۹۸۸
- گرانت کارمایکل ۱۹۸۸–۱۹۹۵
- مایک نیکلسون ۱۹۹۵-اکتبر ۱۹۹۸
- دونالد رنوک ۱۹۹۸–۲۰۰۵
- جان تامسون ۲۰۰۵–۲۰۰۶
- گراهام لوگی ۲۰۰۶–۲۰۰۸
- پیتر کمپبل ۲۰۰۸–۲۰۱۰
- جرجی کرافورد ۲۰۱۰–۲۰۱۸
- کولین گوردون ۲۰۱۸–۲۰۲۰
- پیرک گیوم ۲۰۲۰–۲۰۲۲[۹]
- جردن پیزلی ۲۰۲۲- اکنون[۱۰]

## مراجع فرهنگی
- مایکل شور، یکی از خالقان پارک‌ها و تفریحات ان‌بی‌سی، لاگاولین را به نوشیدنی انتخابی شخصیت ران سوانسون (نیک آفرمن) تبدیل کرد که در سراسر سریال حضور داشت.[۱۱]
  - کارخانه تقطیر لاگاولین در قسمت افتتاحیه فصل ششم سریال با عنوان «لندن» نمایش داده شد.[۱۱]
  - ۵۱ درصد از کارخانه تقطیر لاگاولین توسط ران سوانسون در آخرین قسمت از فصل هفتم سریال با عنوان «آخرین سواری» خریداری شد.
  - پس از این سریال، نیک آفرمن در چندین آگهی تبلیغاتی محصولات لاگاولین ظاهر شد و این شرکت نسخه آفرمن را منتشر کرد.
- در مجموعه تلویزیونی بال غربی (فصل ۳، قسمت ۱۵، با عنوان «نویسندگان مرده ایرلندی»)، لاگاولین به عنوان نوشیدنی انتخابی لرد جان ماربری (راجر ریس) معرفی شد.[۱۲]
- لاگاولین ۱۶ به شخصیت لیونل توسن (لسلی اودم جونیور) به‌عنوان نوشیدنی مورد علاقه او در گلس آنین: یک چاقوکشی اسرارآمیز پیشنهاد شد.
- از لاگاولین به عنوان نوشیدنی مورد علاقه لکس لوتر، ابرشرور دی سی کامیکس در سری آخر تایتان‌ها یاد شده است.
- از لاگاولین به عنوان اسکاچ مورد علاقه برونو کورگز، شخصیت اصلی رمان‌های معمایی «برونو، رئیس پلیس» مارتین واکر یاد می‌شود.
- لاگاولین توسط لیزبث سالاندر در یک بار در جبل الطارق نزدیک به پایان کتاب «دختری که لانه هورنتز را لگد زد» سفارش داده است. او آن را می‌چشد، سپس چیزی می‌خواهد که برای قیر کردن قایقی قابل استفاده نباشد و به شبنم تولامور برمی‌گردد.